# Барбјер
Барбјер (фр. Barbières) насеље је и општина у источној Француској у региону Рона-Алпи, у департману Дром која припада префектури Валанс.
По подацима из 2011. године у општини је живело 898 становника, а густина насељености је износила 62,36 становника/km². Општина се простире на површини од 14,4 km². Налази се на средњој надморској висини од 432 метара (максималној 1.322 m, а минималној 389 m).

## Демографија
| 1962. | 1968. | 1975. | 1982. | 1990. | 1999. | 2011. |
| ----- | ----- | ----- | ----- | ----- | ----- | ----- |
| 433   | 519   | 534   | 610   | 583   | 647   | 898   |

График промене броја становника у току последњих година